# Stockstadt am Main
Stockstadt am Main (oficialmente, Stockstadt a.Main) es un municipio alemán, ubicado en el distrito de Aschaffenburg, en la región administrativa de Baja Franconia, en el Estado federado de Baviera. 
Se encuentra en el límite occidental del distrito de Aschaffenburg, en la orilla izquierda del río Meno. Al oeste y noroeste corre el límite con Hesse, mientras que al sur se encuentra el Bachgau. Los municipios más cercanos son Kleinostheim al norte y Mainaschaff al este.